# Mariä Himmelfahrt (Kirchberg)

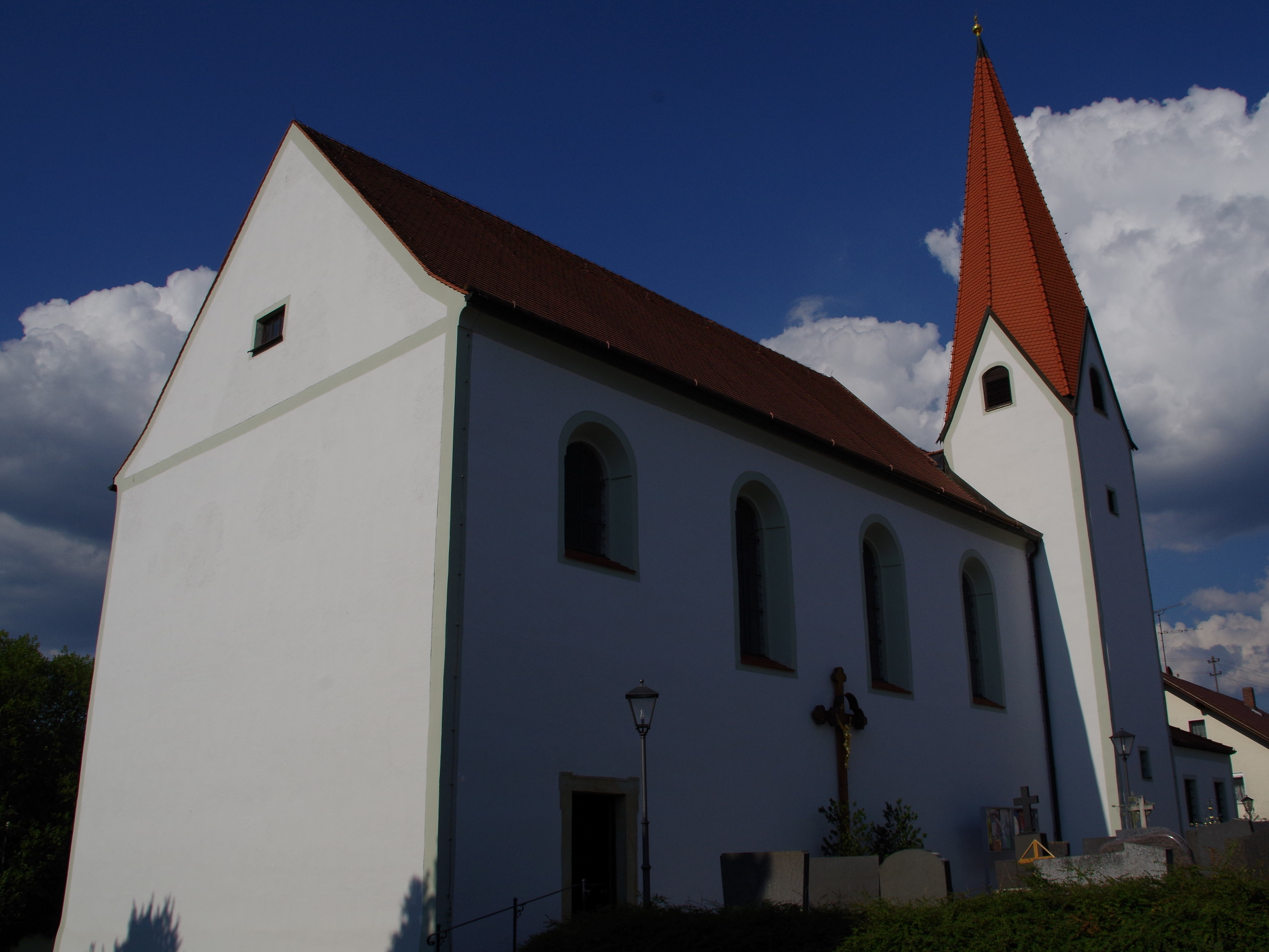
Mariä Himmelfahrt (Kirchberg)

Die römisch-katholische, denkmalgeschützte Pfarrkirche Mariä Himmelfahrt steht in Kirchberg, einem Gemeindeteil des Marktes Regenstauf im Landkreis Regensburg in der Oberpfalz. Sie ist dem Bistum Regensburg zugeordnet. Das Bauwerk ist unter der Denkmalnummer D-3-75-190-47 als Baudenkmal in die Bayerische Denkmalliste eingetragen.

## Beschreibung
Das mit einem Satteldach bedeckte Langhaus der giebelständigen Saalkirche wurde 1769/70 erbaut. Der eingezogene, dreiseitig geschlossene Chor im Osten und der mit einem Faltdach über dreieckigen Giebeln bedeckte Chorflankenturm an dessen Südwand enthalten im Kern gotische Bausubstanz.
Der Innenraum des Langhauses, dessen Ecken zum Chor abgerundet sind, und dessen Wände mit Pilastern verziert sind, hat im Westen eine doppelstöckige Empore, auf der oberen steht die Orgel. Von Josef Wittmann stammen die 1939 geschaffenen Fresken im Innenraum mit der Darstellung der Marienkrönung und des heiligen Franziskus, ferner das 1941 gemalte Altarretabel vom linken Seitenaltar. Der nördliche Seitenaltar wurde 1752, der Hochaltar 1760 von Simon Sorg gebaut. 
Ein Grabstein mit der Jahreszahl von 1344 wird als eine der ältesten Zeugen Kirchbergs angesehen.

## Orgel
Die Orgel wurde 1951 von Eduard Hirnschrodt gebaut. Sie besitzt 16 Register auf zwei Manualen und Pedal.

## Pfarrei
Seit 1. Januar 2018 sind die Pfarreien St. Jakobus (Regenstauf), St. Laurentius (Ramspau) und Mariä Himmelfahrt (Kirchberg) zu einer Pfarreiengemeinschaft zusammengeschlossen